# Seedorf (Berna)
Seedorf (toponimo tedesco) è un comune svizzero di 3 113 abitanti del Canton Berna, nella regione del Seeland (circondario del Seeland).

## Geografia fisica
Il comune si trova nella Svizzera centrale, sull'altopiano di Frienisberg, e dista 17 km da Berna e 3 km da Aarberg.

## Storia
I primi documenti storici di Seedorf risalgono all'anno 1131.

## Monumenti e luoghi d'interesse

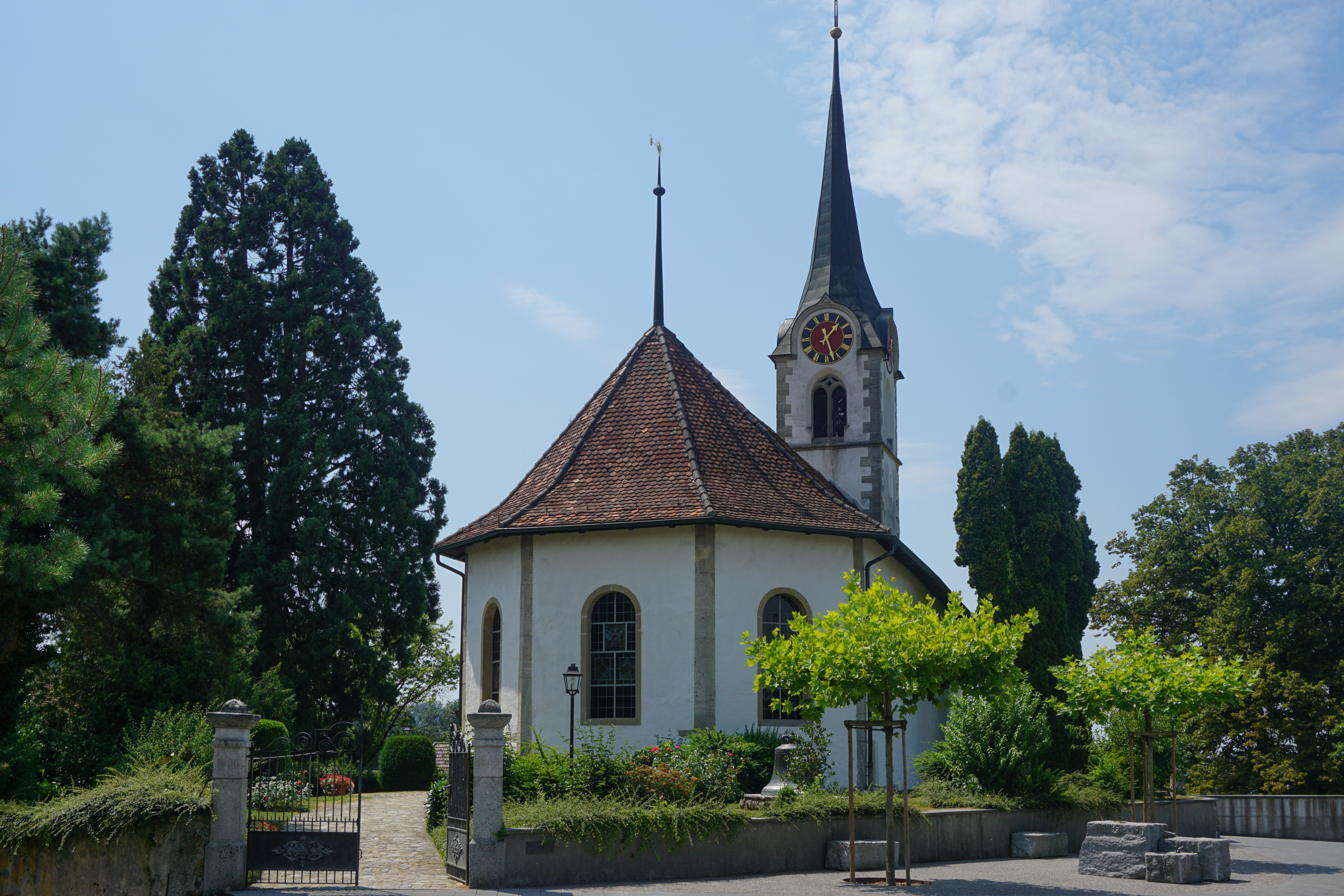
La chiesa riformata

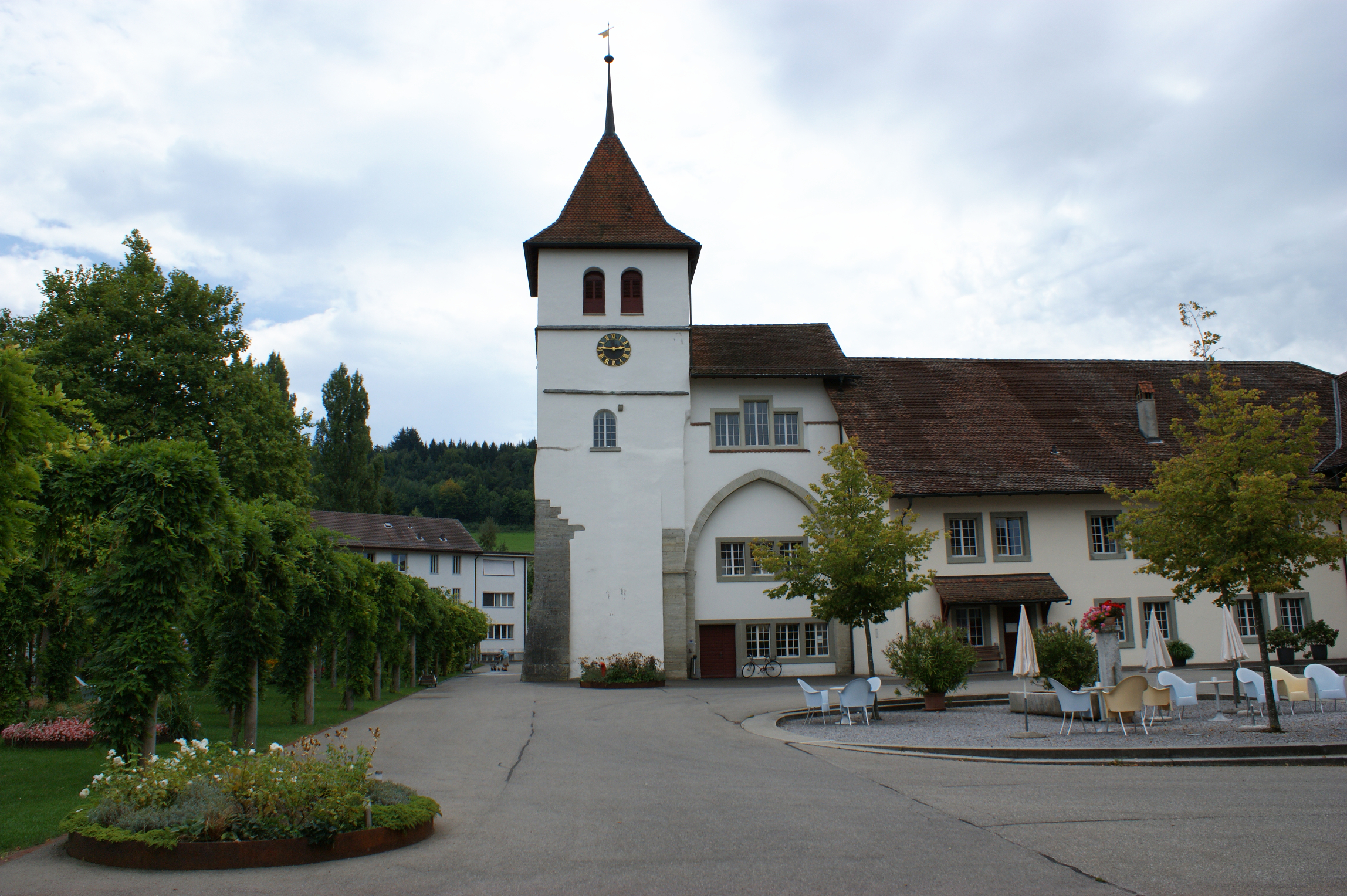
L'ex abbazia di Frienisberg

- Chiesa riformata, attestata dal 1131[1];
- Ex abbazia di Frienisberg, abbazia cistercense fondata nel 1131-1138 e soppressa nel 1528[1][2].

## Società

### Evoluzione demografica
L'evoluzione demografica è riportata nella seguente tabella:
Abitanti censiti

## Geografia antropica

### Frazioni

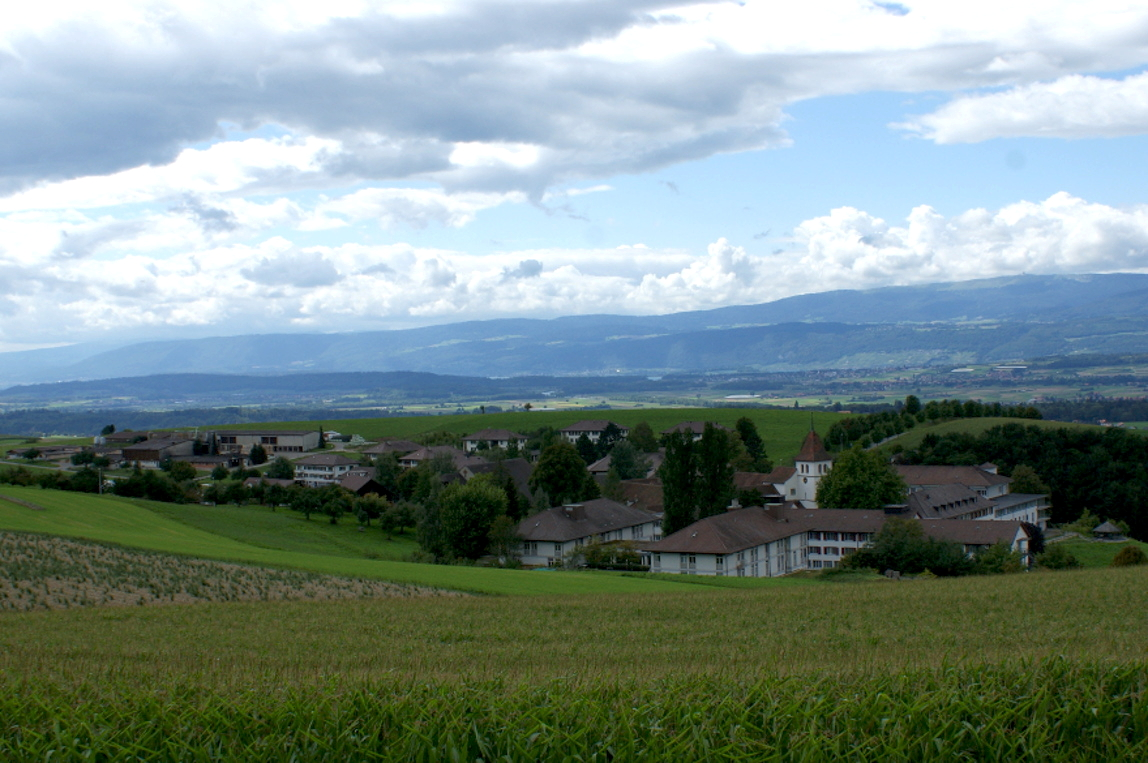
Frienisberg

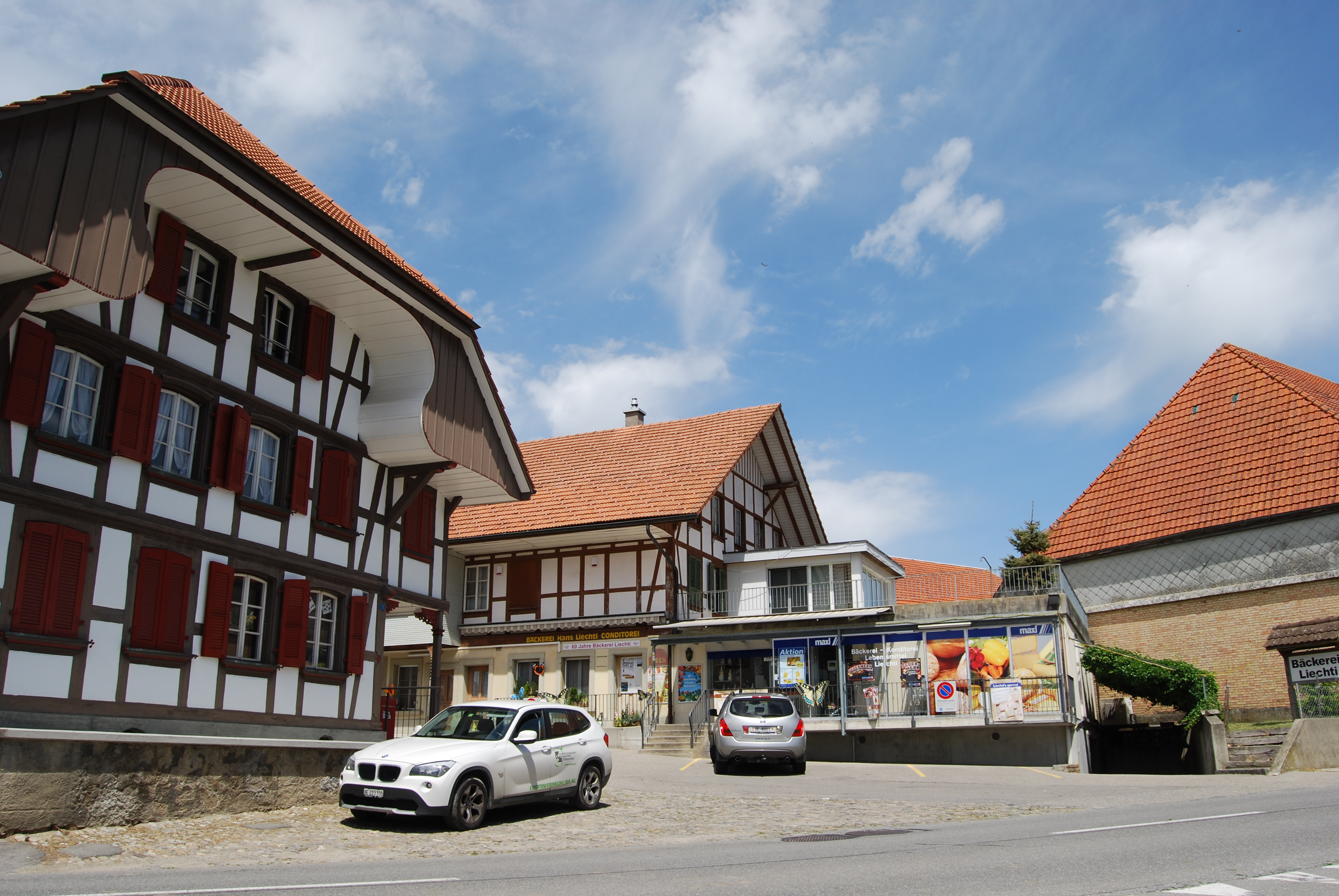
Frieswil

Le frazioni di Seedorf sono:
- Aspi
- Baggwil
- Dampfwil
- Frienisberg[2]
- Frieswil[4]
- Grissenberg[senza fonte]
- Lobsigen[5]
- Ruchwil
- Wiler

## Amministrazione
Ogni famiglia originaria del luogo fa parte del cosiddetto comune patriziale e ha la responsabilità della manutenzione di ogni bene comune.